# Hanna Assouline
Pour les articles homonymes, voir Assouline.
Hanna Assouline, née le 19 avril 1990 à Paris, est une réalisatrice et militante associative franco-marocaine. Elle a fondé et co-préside Les Guerrières de la paix.

## Biographie
Hanna Assouline est d'origine juive séfarade, fille de l'écrivaine Brigitte Stora, d'origine algérienne, et de l'homme politique et historien David Assouline, franco-marocain membre du Parti socialiste.
Elle grandit dans le 20e arrondissement de Paris.
Elle fait des études d’histoire, et obtient une licence en sociologie et histoire de l’Afrique, puis de journalisme à École supérieure de journalisme de Paris. Elle devient ensuite enquêtrice pour l'émission Cash Investigation et travaille pour Envoyé spécial sur les attentats du 13 novembre 2015 en France,.
En 2018, elle réalise le documentaire Les Guerrières de la paix pour La Chaîne parlementaire (LCP), et présente les actions de l'association israélo-palestinienne Women Wage Peace, un mouvement pacifiste et féministe,. Elle réalise un deuxième film À notre tour ! sur les jeunes français juifs et musulmans du projet Salam Shalom Salut en 2020. Elle mène une campagne d’impact dans plusieurs collèges, lycées, centres de quartier d’île de France pour sensibiliser les jeunes aux questions de racisme, d’antisémitisme et d’islamophobie. Elle intervient notamment en prison.
En 2022, elle fonde l'association Les Guerrières de la paix.
Le 8 mars de la même année elle lance à Essaouira le Forum Mondial des Femmes pour la Paix soutenu par l’Unesco et l’Alliance des civilisations de l’ONU rassemblant des femmes du monde entier notamment des palestiniennes, israéliennes, rwandaises, libériennes, sénégalaises, ouighours, ukrainiennes, marocaines… 
Lors de l'attaque du Hamas contre Israël du 7 octobre 2023, Hanna Assouline est tout juste de retour à Paris, après avoir marché depuis le 4 octobre pour la paix, en Israël et en Palestine, aux côtés de trente activistes de Women Wage Peace et Women of the Sun. Deux membres de sa belle-famille font partie des victimes. Elle coorganise alors des conférences et manifestations pacifiques à Paris, appelant à la paix,,.
Le mouvement qu’elle a fondé les Guerrières de la Paix est nommé pour le Prix Nobel de la paix en 2025.

## Œuvres

### Documentaires
- Les Guerrières de la paix, 2018, La Chaîne parlementaire (LCP)
- À notre tour, 2020, France 3[12]
- Résister pour la Paix, 2023-2024 public Sénat, France Télévisions

### Ouvrage
- Hanna Assouline, Guerrière de la paix, juifs et musulmans, quand les femmes engagent le dialogue., Paris, Seuil, 10 mai 2024, 144 p. (EAN 9782021563887, présentation en ligne)